# クルックス管

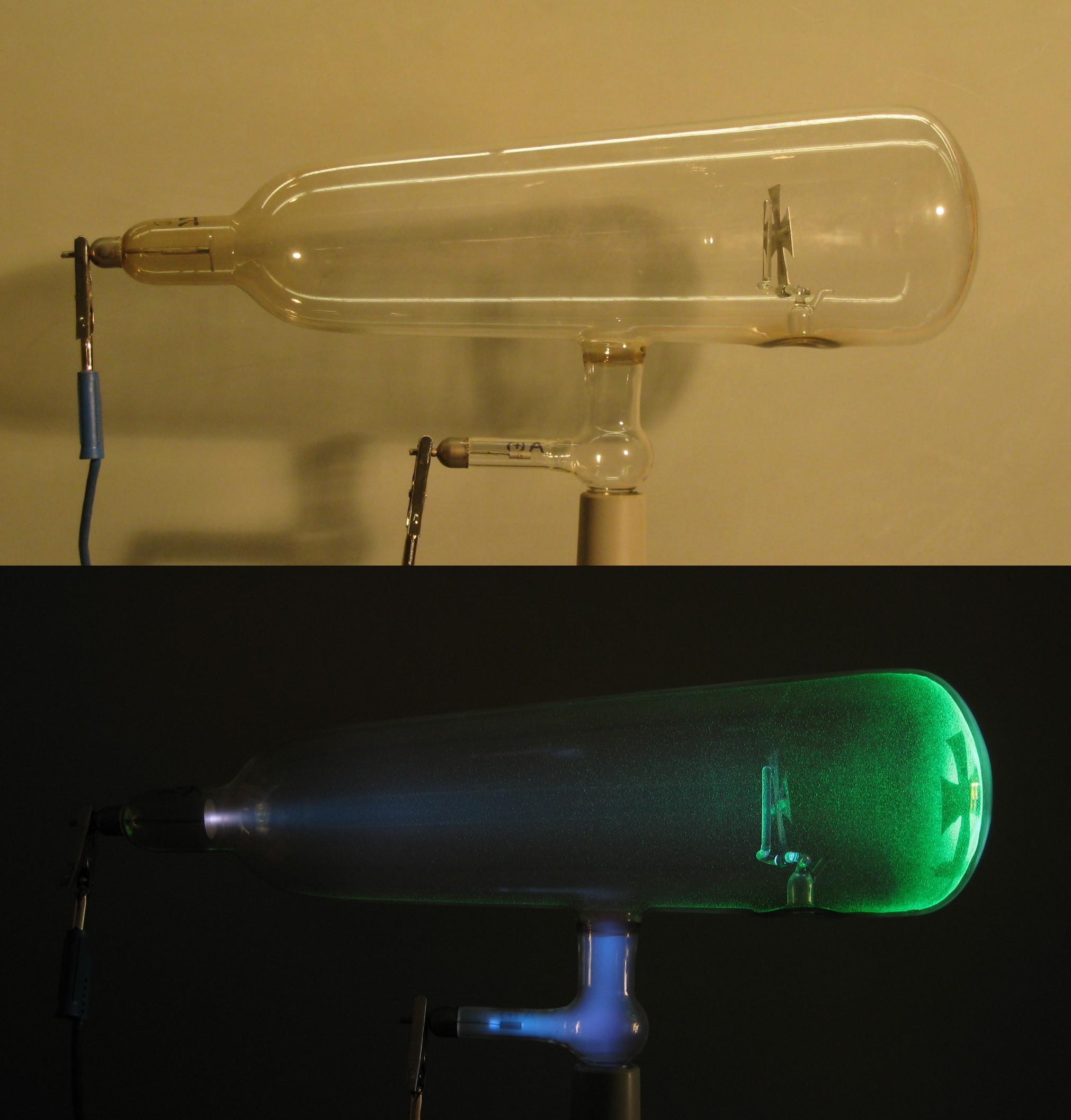
オフ状態とオン状態のクルックス管。右のガラス壁の蛍光に差すマルタ十字の影が示すように、電子線（陰極線）は陰極（左）から出たあと直進する。基底部に取り付けられた電極が陽極である。

クルックス管（クルックスかん、英: Crookes tube）とは、初期の実験用真空放電管である。真空放電の実験に利用されていた。1869 - 1875年頃にイギリス人の物理学者ウィリアム・クルックスなどによって発明された。陰極線、すなわち真空中の電子線はクルックス管の中で初めて見出された。
前身であるガイスラー管と同じように、クルックス管は様々な形状のガラス容器の両端に金属電極（陰極と陽極）を取り付けたものである。ただし、ガイスラー管よりも高い真空度にまで排気されている。電極間に高電圧が印加されると、陰極からいわゆる陰極線がまっすぐ飛び出してくる。クルックスのほか、ヴィルヘルム・ヒットルフ、ユリウス・プリュッカー、オイゲン・ゴルトシュタイン、ハインリヒ・ヘルツ、フィリップ・レーナルトらはクルックス管を用いて陰極線の性質を研究した。陰極線に関する最大の知見は、その正体が負の電荷を持つ粒子の流れだというもので、J. J. トムソンの発見による。この粒子は後に「電子」（"electron"）と名付けられた。現在ではクルックス管は陰極線の演示用にしか用いられていない。
ヴィルヘルム・レントゲンは1895年にクルックス管から放射されるX線を発見した。実験用のクルックス管から発展した第一世代の冷陰極X線管は「クルックスのX線管」と呼ばれ、1920年ごろまで利用されていた。

## 動作原理

クルックス管の回路の模式図。

クルックス管は冷陰極管の一種である。すなわち、後に実用化された真空管と異なり熱電子放出のための加熱フィラメントを持っていない。その代わり、誘導コイルなどで作った高圧の直流電圧（数kV -  100 kV）を電極間に印加することで、電離した残留気体分子を陰極に衝突させて二次電子を生成する。このためクルックス管は内部に少量の空気がなければ動作しない。必要な真空度はおよそ10−6 - 5×10−8 atm（0.1 - 0.005 Pa）である。
クルックス管の中ではわずかな数のイオンと自由電子が光電離や自然放射線の電離作用などによって自然発生している。これらの荷電粒子は高電圧が管内に作る電場によって駆動される。電子がほかの気体分子と衝突すると、分子内の電子が外に叩き出されて陽イオンが残ることがある。この過程が連鎖して多数の陽イオンが発生することをタウンゼント放電という。生じた陽イオンはすべて陰極（カソード）に引き付けられていき、陰極に突入してその表面から大量の電子を叩き出す。この電子が陰極から斥力を受け、陽極（アノード）めがけて飛んでいったものが陰極線である。
管内は適度に排気されており、大半の電子が一度も気体分子と衝突せずに管の全長を飛び抜けることができる。軽量の電子は高電圧の印加によって相当な速度にまで加速される（典型的な管電圧10 kVに対して約5万9000 km/s、光速度の20%）。陽極付近に差し掛かった電子は運動量が高まっているため、陽極の引力を振り切ってその横を通り過ぎ、管底の内壁に突き当たる。電子がガラスの原子と衝突すると、その軌道電子を上のエネルギー準位に押し上げる。励起された電子はもとのエネルギー準位に戻る時、そのエネルギー差に相当する光を放出する。蛍光と呼ばれるこのプロセスにより、ガラスは黄緑色の光を発する。電子そのものは目に見えないが、電子ビームが照射されているスポットは発光によって識別できる。後年の研究者は発光を見やすくするためガラス管の内壁に蛍光体を塗った。蛍光体とは硫化亜鉛をはじめとする蛍光や燐光を発する化学物質の総称である。内壁にぶつかった電子は最終的に陽極にたどり着き、陽極に接続された導線を伝って電源へと進み、陰極へと送り返されてくる。

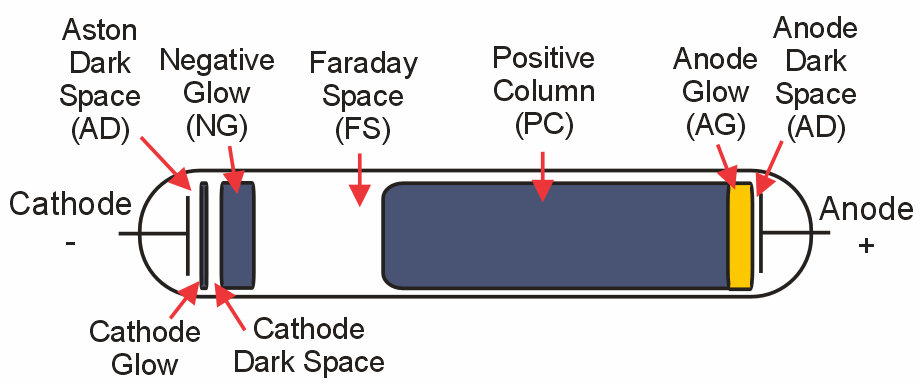
クルックス管の中で観察できる様々なグロー領域。

電子の運動については以上のように理解することができるが、クルックス管内部は陽イオン・電子・中性原子が相互作用し合う非平衡プラズマになっているため、その運動を細部まで完全に記述するのは容易ではない。管内の圧力が10−6 atm（0.1 Pa）より高くなると、プラズマの作用により、圧力の値に応じて異なる色を持つ各種のグロー領域が生まれる（右図）。その詳細については20世紀初頭にプラズマ物理学が発展するまで理解されなかった。

## 歴史
クルックス管の前身となったガイスラー管は現代のネオン管に似た実験用放電管である。ガイスラー管は10−3 atm（100 Pa）程度の低真空で動作するため、管内の電子は少しの間飛んだだけで気体分子と衝突する。したがって電子の流れはゆっくりした拡散過程によって行われる。電子は繰り返し気体分子と衝突しながら進むので、運動エネルギーがそれほど高くなることはない。このような事情によりガイスラー管では陰極線のビームが作られることはない。その代わり、電子が気体分子に衝突してそれらを励起させ、光を放出させることで、管内は鮮やかな色を持つグロー放電で満たされる。

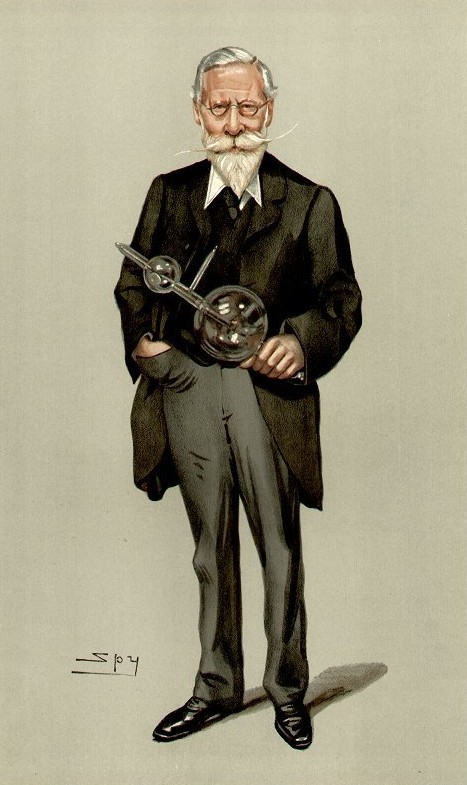
1902年のバニティ・フェアに掲載されたカリカチュア。クルックスとその発光管の名声を物語っている。ラテン語のキャプション「ウビ・クルクス・イビ・ルクス」、すなわち「クルックスあるところに光あり」が添えられていた。

1870年代までにクルックスは共同研究者のギミンガムが改良したスプレンゲル式の水銀真空ポンプ（en:Sprengel pump）を用い、ガイスラー管の真空度を10−6 - 5×10−8 atmにまで向上させた（ただし、ほかでも同様の研究は行われていた）。その結果、管内の圧力を下げていくにつれて、プラズマの陰極近辺から発光しない領域が広がり始めて管全域を覆い尽くし、代りに陽極側のガラス管底が発光し始めることが発見された。この暗領域は現在「クルックス暗部」と呼ばれている。
ここで起きているのは以下のようなことである。管内の空気が排気されるにつれて、陰極から飛び出した電子の運動を妨げる気体分子の数が減っていき、電子が衝突するまでに進む平均距離が長くなる。気体分子は衝突によって光を放出するので、クルックス暗部が管全域を覆い尽くしたとき、電子は陰極から陽極まで衝突することなく直進している。衝突によってエネルギーを失うことがなくなり、またクルックス管は電圧が高いことから、電子は相当な速度にまで加速される。管の端の陽極に差しかかったとき、大多数の電子はその横を飛び過ぎてガラスの内壁にぶつかる。電子そのものは目に見えないが、電子がガラス壁にぶつかるとガラスを構成する原子が励起され、黄緑色の蛍光を放出する。後の研究者はビームスポットを見やすくするためにクルックス管の管底に蛍光塗料を塗った。
この思わぬ蛍光現象により、管内にある陽極などの物体が蛍光スポットにくっきりした影を映すことが発見された。1869年、ヒットルフは陰極から何らかの直進するビームが出ていなければ影は作られないことを初めて指摘した。1876年、ゴルトシュタインは何かが陰極から放出されていることを確かめ、「陰極線」（Kathodenstrahlen）と名付けた。
その当時、既知の粒子の中で最小のものは原子であり、電子の存在は知られておらず、電流が何によって運ばれているかは謎だった。そんな中、陰極線の性質を探求するために様々な工夫を凝らしたクルックス管が作製された（後の節を参照）。真空中を弾道的に飛ぶ電子は導線を流れる電子よりも研究対象として手ごろであり、その性質は次々と暴かれていった。また、色鮮やかな光を発する放電管は、最新の電気科学の神秘を紹介する公開講座においても人気を博した。蛍光鉱物を材料としたり、蛍光塗料で蝶の絵が描かれるなどの装飾的なクルックス管も作製され、各種の蛍光物質が放つ多彩な色の光で観衆の目を楽しませた。
1895年、レントゲンはクルックス管から放出されているX線を発見した。X線に様々な使い道があることはすぐに明らかになり、ここでクルックス管に初めて実用的な用途が生まれた。
クルックス管の動作は不安定で信頼性に欠けていた。陰極線のエネルギーと流量はどちらも残留気体の圧力に左右された。時間とともに気体分子は管の壁に吸収されていくため、圧力が減少することで陰極線の放出量は減少していった。さらに管内の電位差も上昇するため、陰極線はより「硬質」な（エネルギーの高い）ものとなる。そのうち圧力がさらに低下するとクルックス管はまったく動作しなくなってしまう。これを防ぐため、X線管のように使用頻度の高いクルックス管では、少量の気体を放出して機能を回復させる調節器（"softener"）が組み込まれていた。
クルックス管の後を継いだのは、1906年ごろに発明された電子回路用の熱陰極 真空管である。この種の真空管はクルックス管より低い10−9 atm（10−4 Pa）程度の圧力で動作した。この圧力では気体分子が少なすぎるため電離による伝導は行われない。その代り、より信頼性の高い電子源として、熱陰極と呼ばれる加熱用フィラメントからの熱電子放出を利用していた。現代では、クルックス管のように電離によって陰極線を作る方式は、サイラトロンのような特殊な気体放電管でしか用いられていない。
クルックス管で開発された電子線操作技術は、後の時代の真空管、中でもフェルディナント・ブラウンが1897年に発明したブラウン管に生かされている。

## X線の発見

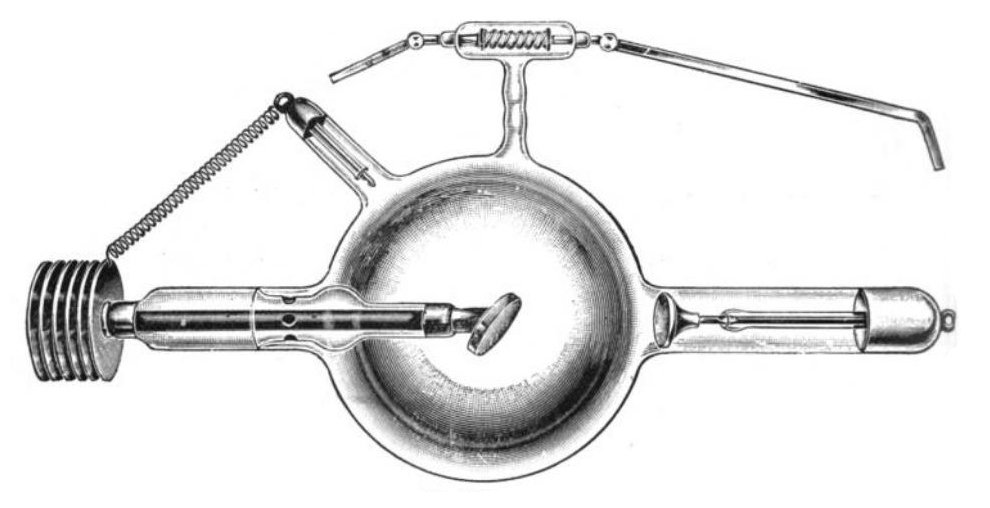
1910年ごろのクルックスX線管。

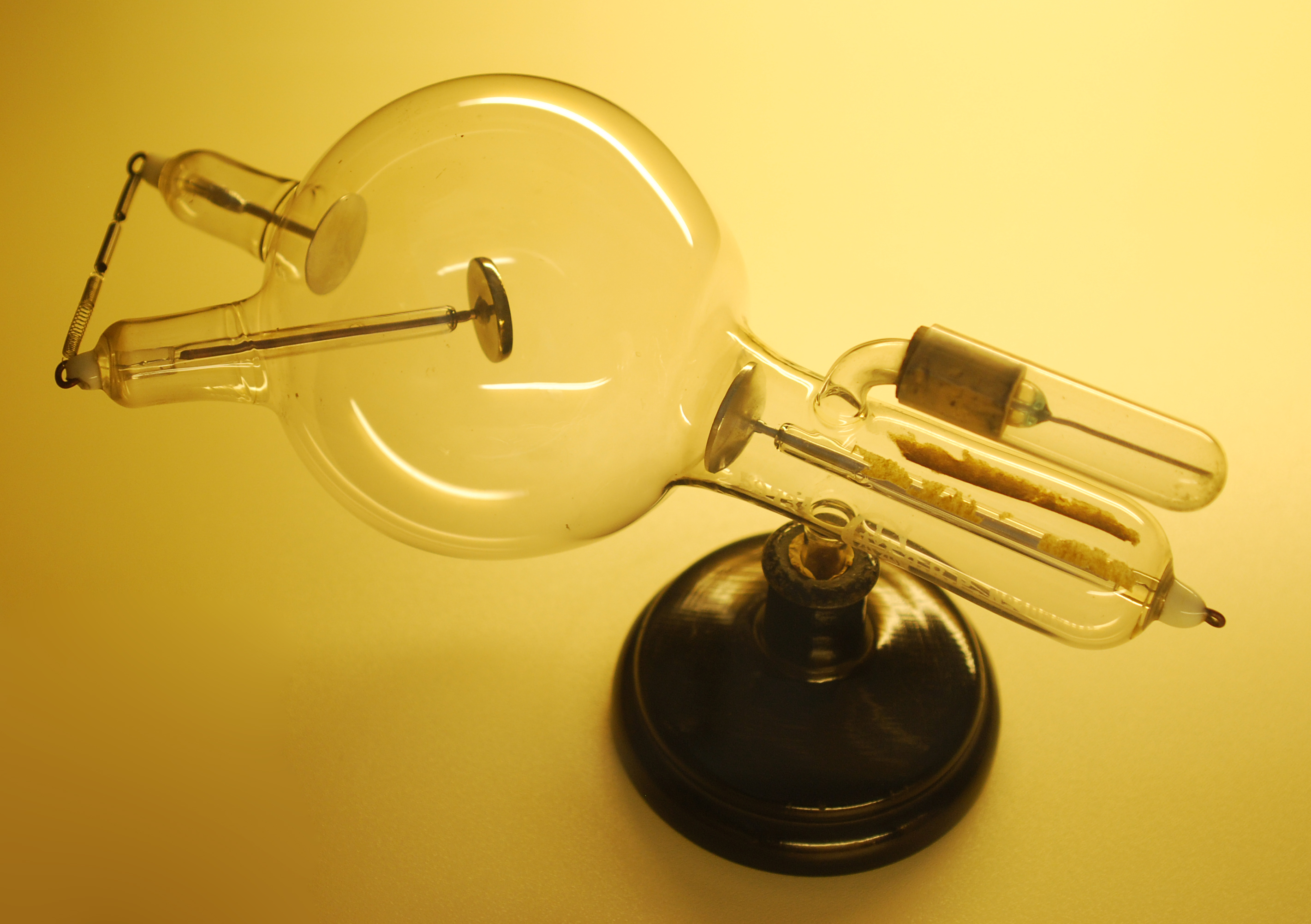
クルックスX線管。管の頸部（右側）に取り付けられた装置は「水素浸透式圧力調節器」である。

クルックス管に加えられる電圧が約5000 V以上の十分高い値であれば、陽極やガラス管壁にぶつかったときにX線を生成するほどの速度まで電子を加速することができる。高速の電子がX線を生成する過程は二通りある。まず、正電荷が集中している原子核の近傍を通り過ぎると電子の軌道が鋭く曲げられ、その際にX線を放射する。この過程を制動放射という。次に、電子が原子と衝突して原子内の電子を上のエネルギー準位に押し上げた際、その電子が元のエネルギー準位に戻るときに余分なエネルギーをX線として放出することがある。この過程は蛍光X線と呼ばれる。
初期に作られたクルックス管もX線を発生させていたのは間違いない。実際、イヴァン・プリュイ（en）などの当時の研究者は、クルックス管の近くに未感光の写真乾板を置くと乾板が曇ることに気づいていた。1895年11月8日、黒い厚紙で覆われたクルックス管を操作していたレントゲンは、近くに置いてあった蛍光スクリーンがかすかに光を発していることに気付いた。レントゲンはクルックス管から何らかの目に見えない放射線が出ており、厚紙を透過してスクリーンに蛍光を発させていることを察知した。手元にあった紙片や本ではこの放射線を遮ることはできなかった。レントゲンは腰を据えてこの放射線の研究に取り掛かり、1895年12月28日にはX線に関する最初の研究論文を公開した。レントゲンはこの発見により第一回ノーベル物理学賞（1901年）を受賞した。
X線は医療に応用され始め、クルックス管に初めて実用的な用途が生まれた。各地の工房ではX線の発生に特化したクルックス管が製作され始め、これがX線管の原型となった。重金属はX線の発生量が大きいため、陽極の材料として主にプラチナが用いられた。陽極は陰極に対して適当な角度で傾けられており、その表面から発したX線が管の側壁を透過するようになっていた。鮮明なX線像を得るにはX線源を点光源に近づける必要があるため、陰極形状を凹球面とすることで陽極上の直径1 mmのスポットに電子線を集中照射していた。この種の冷陰極X線管は1920年頃まで用いられていたが、熱陰極クーリッジ管に後を譲った。

## クルックス管を用いた実験
クルックス管は多くの歴史的な実験に用いられたが、その焦点は陰極線の正体を探ることだった。当時二つの説があった。イギリスのクルックスやヴァ―リー（en）らが信じているところでは、陰極線とは「小体」（"corpuscle"）ないし「放射物質」（"radiant matter"）、すなわち電荷を帯びた原子であった。ドイツのヘルツやゴルトシュタインらは陰極線を「エーテル振動」、すなわち未知の種類の電磁波だとみなし、管内を流れる電流とは切り離して考えていた。トムソンが陰極線の質量を測定し、その正体が負の電荷を持った新種の粒子だと実証したことで論争は終結した。トムソンはこの粒子を「小体」と呼んでいたが、後に「電子」（"electron"）という名に改められた。

### マルタ十字
プリュッカーは1869年にマルタ十字型の陽極をクルックス管に取り付けた。陽極にはヒンジがついており、折り曲げて管の底面に寝かせることができた。スイッチを入れると管底の蛍光面に鮮明な十字型の影が映り、陰極線が直進していることが見て取れた。そのまましばらくおくと、蛍光が「へたって」光が弱まってくる。ここで十字架を倒して陰極線の経路を空けると、それまで影だった領域が他よりも明るく蛍光を発した。

### 表面に垂直な方向への放出
ゴルトシュタインは1876年、陰極線は常に陰極表面に対して垂直に放出されることを発見した。陰極が平板なら、陰極線はその面に直交する直線上を進む。これは陰極線が粒子であるという証拠の一つだった。なぜなら、赤熱した金属板のような発光体はあらゆる方向に光を発するが、荷電粒子ならば同電荷を帯びた物体表面から垂直に遠ざかる方向に力を受けるはずである。陰極が凹球面を持つ皿型であれば、陰極線は皿の前にある一点に集中する。これを利用して試料の一点に陰極線を照射することで高温に熱することができた。

### 電場による偏向
ヘルツはクルックス管の両側面にもう一組の極板を取り付け、陰極線を挟むようにした。この構造はごく素朴なCRT（ブラウン管）だとみなせる。もし陰極線が荷電粒子であれば、極板に電圧をかけると電場が生じて陰極線の軌道を曲げ、ビームが照射されている管底の蛍光スポットが横に動くはずである。ヘルツは陰極線の偏向を観察できなかったが、その原因は装置の真空度が不十分だったことで表面電荷が蓄積し、電場を遮蔽していたためだと後に結論付けられた。アーサー・シュスターはより真空度が高い装置を用いて陰極線を偏向させることに成功し、陰極線が正電荷を帯びた極板に引き付けられ、負電荷に反発することを発見した。これは陰極線が負電荷を帯びており、したがって電磁波ではないことの証拠とされた。

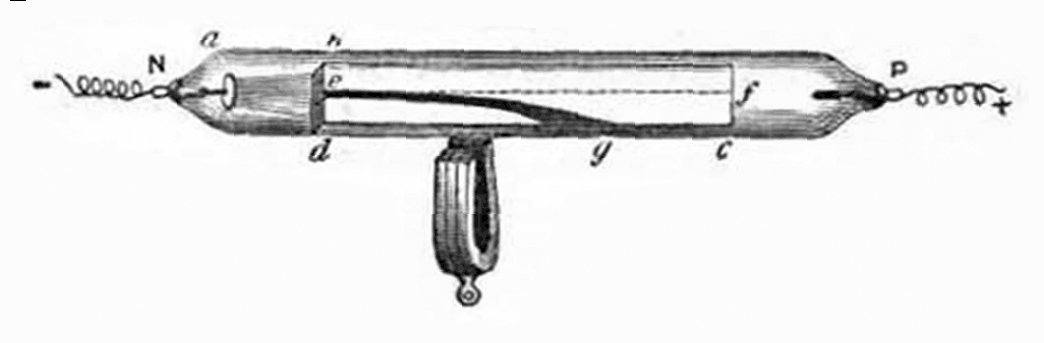
クルックスの磁気偏向管。

### 羽根車

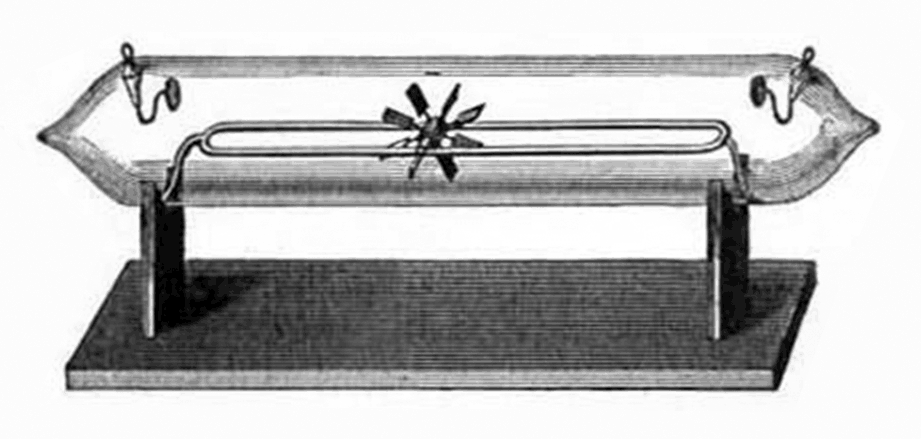
クルックスによる1879年の論文"On Radiant Matter"で紹介されている羽根車の実験。

クルックスは陰極線の経路上に小さい羽根車を取り付け、陰極線が当たると車が回転することを発見した。回転は陰極から離れる向きだったことから、ビームが陰極から発していることが示唆された。クルックスはこの現象から陰極線が運動量を持っており、したがって質量を持つ粒子だと結論した。しかし後になって、羽根車が回るのは粒子（電子）の運動量のためではなく、ラジオメーター効果のためだと判明した。すなわち、羽根の表面で陰極線が当たっている部分が熱を帯び、熱で膨張した気体が羽根を押すというものである。これを1903年に実証したのはトムソンである。トムソンは計算により、羽根車に当たっている電子の運動量では毎分1回転というゆっくりした回転しか起こせないことを示した。クルックスの実験が示していたのは、単に陰極線が物体表面を加熱することができるということである。

### 電荷
ジャン・ペランは陰極線それ自体が負電荷を持っているのか、あるいはドイツ説のように電荷のキャリアが別に存在するのかを突き止めようとした。1895年、ペランはクルックス管に「捕獲器」（"catcher"）を取り付けた。これは両端が閉じたアルミニウム筒で、陰極に向いた側に小さい穴が開けられており、陰極線を捕えられるようになっていた。捕獲器は検電器と接続され電荷を測定することが可能だった。その結果、負電荷が検出され、陰極線が負の電気を持つことが確かめられた。

### 陽極線

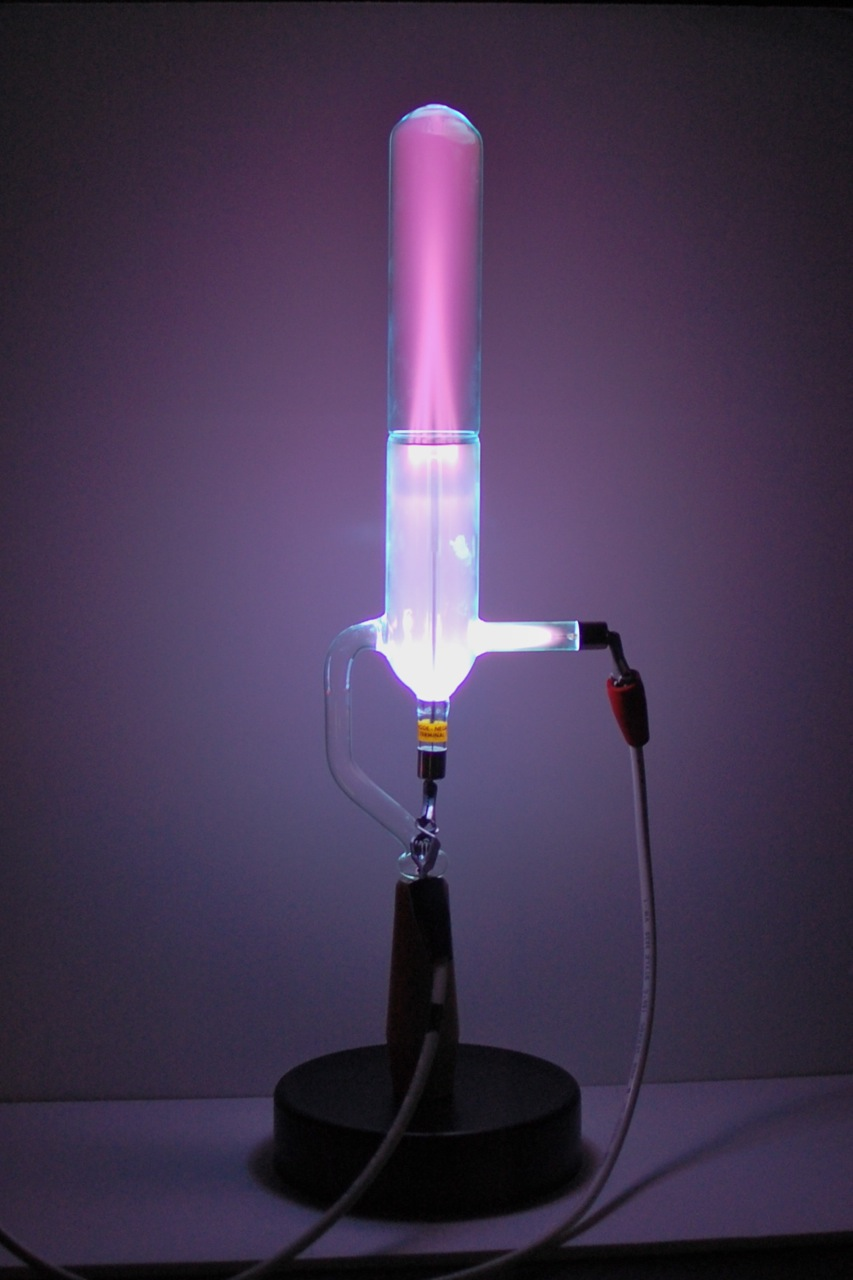
陰極に穴が開けられた特製のクルックス管で陽極線が生じている（上部のピンク色の発光）。

1886年にゴルトシュタインは、陰極に穴を穿つと陽極と逆側の口からぼんやりした光を放つものが流れ出すことを発見した。この「陽極線」に電場をかけると、陰極線とは逆に負電荷を帯びた極板に引き付けられた。陽極線の正体は陰極に引き寄せられた陽イオンのビームであった。ゴルトシュタインはこれを「カナル線」（"canal ray"）と名付けた。

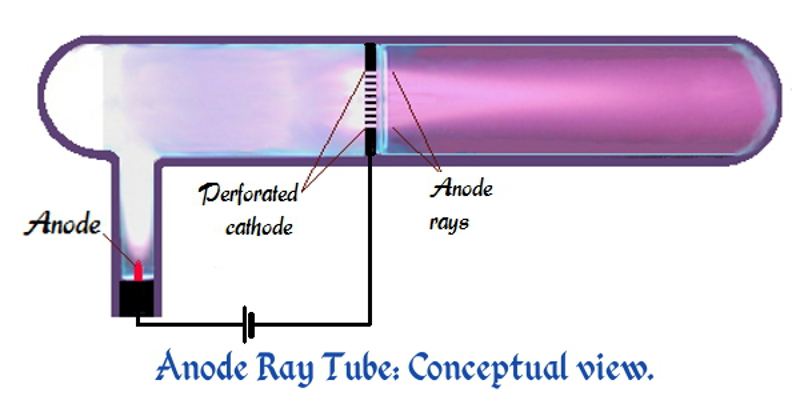
陽極線管の模式図。「perforated cathode」（穴が開いた陰極）の右側に陽極線が発生している。

### ドップラーシフト
ゴルトシュタインは陰極線の速度を測定する方法を見つけたと考えた。クルックス管内の気体にみられるグロー放電が陰極線の運動によって引き起こされているなら、管に沿って陰極線が進む方向に放射される光はドップラー効果によって振動数に変調を受けるはずである。変調の有無は放出スペクトル線のシフトを分光器を用いて検出することで確かめられる。ゴルトシュタインはL字型のクルックス管の両端に電極を設け、一方の電極からコーナーに向けてアームに沿って飛んできた光をコーナー部の分光器で観測できるようにした。まず分光器が向いている側の電極を陰極としてグローのスペクトルを測定した後、電源の配線をつなぎ変えて陰極と陽極を交代させ、電子の運動方向を逆転させた状態でスペクトルを記録し、シフト量を測定した。しかしゴルトシュタインはシフトを検出することができず、陰極線の移動速度は極端に遅いと解釈せざるを得なかった。現在理解されているところでは、クルックス管のグロー光を発しているのは電子そのものではなく、電子と衝突した気体原子である。原子は電子の数千倍の質量を持つため、その運動は電子に比べて非常に遅い。ドップラーシフトが検出できなかったのはこれが理由である。

### レーナルトの窓
フィリップ・レーナルトは陰極線をクルックス管の外に取り出すことができるか確かめようとした。彼は陰極に面した容器壁に「窓」を開け、外界からの大気圧にちょうど耐えられる程度の厚さのアルミ箔を張って陰極線を受けるようにした。この仕組みは後に「レーナルトの窓」と呼ばれた。レーナルトが実験を行うと、まさに何かが窓から放射されていた。窓の前に掲げた蛍光スクリーンは光が当たっていなくとも蛍光を発し、写真乾板を掲げると露光していないはずなのに黒く感光した。この効果が及ぶ範囲は非常に短く、2.5 cm程度であった。レーナルトは様々な物質のシートを用いて陰極線の透過力を測定し、原子線には不可能なほど厚い物体を陰極線は透過できることを見出した。原子は当時最も小さい粒子だと考えられていたため、当初この結果は陰極線が波である証拠とみなされた。のちになって電子は原子よりも小さいことが明らかになり、透過力の高さもそのためだとされた。レーナルトはこの仕事に対して1905年のノーベル物理学賞を授与された。